# میتسوبیشی ام‌اچ۲۰۰۰
میتسوبیشی ام‌اچ۲۰۰۰ (به انگلیسی: Mitsubishi MH2000) یک بالگرد ساختِ کارخانهٔ صنایع سنگین میتسوبیشی در کشور ژاپن است که در سال ۱۹۹۶-۲۰۰۴ ساخته شد. نخستین استفاده‌کنندهٔ این بالگرد Excel Air Service بوده‌است. این بالگرد برای نخستین بار در ۲۹ ژوئیه ۱۹۹۶ میلادی مورد استفاده قرار گرفت.